# Cruz Roja de Hong Kong
Cruz Roja de Hong Kong (en inglés: Hong Kong Red Cross, abreviatura:HKRC, y en chino mandarín, 香港紅十字會), el nombre completo es Sociedad de la Cruz Roja de la Región Administrativa Especial de Hong Kong de China, conocida como Sociedad de la Cruz Roja de Hong Kong y que forma parte de la Sociedad de la Cruz Roja de China. Es una organización benéfica establecida en Hong Kong en 1950 como organización representativa del Movimiento Internacional de la Cruz Roja y de la Media Luna Roja en Hong Kong. La sociedad tiene objetivos humanitarios y el espíritu de servicio voluntario, para proteger la vida, cuidar a los pobres y mantener la dignidad humana. En Hong Kong desde 1976 está regida por un cuerpo estatutario y bajo la Ordenanza de la Cruz Roja de Hong Kong, capítulo 1129 de las Leyes de Hong Kong.
De acuerdo con las normas de la Cruz Roja Internacional, un país solo puede tener una sociedad afiliada como su representante, y debe estar establecida dentro del territorio de un país independiente. Hong Kong era una colonia británica cuando se estableció la Cruz Roja de Hong Kong, por lo que se convirtió en una rama de la Cruz Roja Británica. En ese momento, la Cruz Roja de Hong Kong también se conocía como la "Cruz Roja Británica. Rama de Hong Kong". Desde 1990, la Sociedad de la Cruz Roja de Hong Kong ha pasado de ser una filial en el extranjero de la Cruz Roja Británica a una rama al mismo nivel que Escocia e Irlanda del Norte, con un alto grado de autonomía.

En respuesta a que la República Popular China empezó a ejercer la soberanía sobre Hong Kong el 1 de julio de 1997, el vínculo institucional entre la Cruz Roja de Hong Kong y la Cruz Roja Británica se cambió para vincularse con la Sociedad de la Cruz Roja de China y otras organizaciones de voluntariado internacionales ubicadas en Hong Kong que ante las nuevas circunstancias, también hicieron los cambios correspondientes. El 15 de abril de 1997, la Sociedad de la Cruz Roja de China emitió un anuncio confirmando que la Sociedad de la Cruz Roja de Hong Kong se convertiría en una rama de la Sociedad de la Cruz Roja de China el 1 de julio de 1997. El anuncio decía:
"Como rama local de la Sociedad de la Cruz Roja de China con un alto grado de autonomía, la Sociedad de la Cruz Roja de Hong Kong, de conformidad con la Ley Básica de la Región Administrativa Especial de Hong Kong de la República Popular China y las leyes del gobierno de la Región Administrativa Especial de Hong Kong, se formulan los estatutos de la Sociedad de la Cruz Roja de Hong Kong. Esta sociedad es responsable de gestionar todos los asuntos que la afectan, incluidas la organización interna, la toma de decisiones administrativas, el modo de operación, la designación de personal, gestión de activos, contenido y método del servicio, etc. La Ley de la Sociedad de la Cruz Roja de la República Popular China y los estatutos reglamentarios de la Sociedad de la Cruz Roja de China no se aplicarán a la Sociedad de la Cruz Roja de Hong Kong."
En junio de 2000, el Consejo Legislativo de Hong Kong aprobó formalmente el "Proyecto de Ley de Adaptación de Leyes (No. 17) de 1999" para proporcionar la base legal para el alto grado de autonomía de la Cruz Roja de Hong Kong ante la nueva situación política.
El emblema de la cruz roja es reconocido mundialmente como un símbolo de ayuda, protección y socorro, y tiene estatus legal. El uso del emblema de la cruz roja está protegido por la Convención de Ginebra y la Ordenanza de la Cruz Roja de Hong Kong capítulo 1129 de las Leyes de Hong Kong. El emblema de la Cruz Roja tiene un uso simbólico en tiempo de paz para indicar que las personas y organizaciones involucradas operan de acuerdo con los principios y propósitos de la Cruz Roja Internacional. En tiempos de conflicto, los emblemas se utilizan con fines protectores, marcando a las partes en conflicto que las personas y bienes están protegidos por los Convenios de Ginebra, incluido el personal médico, las instalaciones y los medios de transporte. Hoy en día, los conflictos internacionales están en declive, y los conflictos más comunes ocurren entre las agencias nacionales encargadas de hacer cumplir la ley y sus ciudadanos. La Organización de las Naciones Unidas está discutiendo actualmente un posible protocolo de trabajo para fortalecer la protección de los derechos del personal médico y de los civiles en los conflictos civiles para ampliar, aún más, el alcance de los Convenios de Ginebra.

## Historia
Debido a la guerra civil china, en 1949, la población de Hong Kong aumentó y alcanzó los 2 millones, la mitad de los cuales eran nuevos inmigrantes evacuados de las zonas de guerra. En el mismo año, la Cruz Roja Británica envió personal a visitar Hong Kong, y el entonces gobernador de Hong Kong, Grantham, acordó establecer una sucursal en Hong Kong, que era principalmente responsable de proporcionar canales de consulta para otras sucursales y organizar servicios de socorro para refugiados de China. La Sociedad de la Cruz Roja de Hong Kong se estableció formalmente el 12 de julio de 1950, con el entonces director de medicina y salud como su presidente. Hasta 1952 no tuvo una oficina formal, llamada la Sociedad de Prevención de la Tuberculosis dedicada a la asistencia preventiva de enfermedades infecciosas como la tuberculosis.

### Actividades iniciales
A través de la red internacional de la Sociedad de la Cruz Roja, la Cruz Roja de Hong Kong ayuda a las familias separadas por la guerra a encontrar parientes y, al mismo tiempo, ayuda a devolver a los refugiados que fueron desplazados en Asia de sus países de origen debido a la Segunda Guerra Mundial. La guerra de Corea estalló en 1950, durante la cual la Cruz Roja de Hong Kong transportaría alimentos y medicinas a Japón para liberar a los prisioneros de guerra. Después de que terminó la guerra de Corea en 1953, la Cruz Roja Americana y la Cruz Roja China tuvieron un acuerdo, que fue entregado por la Cruz Roja de Hong Kong en la frontera entre China y Hong Kong. Se entregaron suministros de alimentos y artículos de primera necesidad a los extranjeros detenidos, un servicio humanitario que entregó paquetes los días 15 y 30 de cada mes hasta 1979, cuando el último detenido fue puesto en libertad.
En 1952, se estableció el departamento para el servicio de Donación de sangre con el objetivo de recolectar sangre de los donantes de sangre que concertaron citas tres noches a la semana en el tercer piso de la Oficina de Correos de Hong Kong. En noviembre del mismo año, se brindaron servicios similares en el Hospital Kowloon en la sede de la calle Argyle, y la sangre recolectada se envió al Hospital Kowloon y al Hospital Queen Mary para su almacenamiento.
Desde 1953, la Cruz Roja de Hong Kong ha llevado a cabo la clasificación, el almacenamiento y la distribución de ropa donada de países extranjeros, ayudando al Departamento de Bienestar Social en la preparación para desastres y la logística de socorro en casos de desastre. Con 180 000 prendas de vestir y ropa ayudaron a unas 44 000 personas.
En 1954, un equipo de voluntarios formado por un grupo de mujeres estadounidenses dejó de prestar servicio en el Hospital Lai Chi Kok. La Cruz Roja de Hong Kong se hizo cargo del servicio y contrató a un maestro dedicado para establecer una escuela primaria hospitalaria en el Hospital Lai Chi Kok, de modo que los niños enfermos podían continuar sus estudios. En 1956, se estableció la primera Liga Juvenil de la Cruz Roja de Hong Kong en el Colegio San Francisco de Canossian.

### Sedes

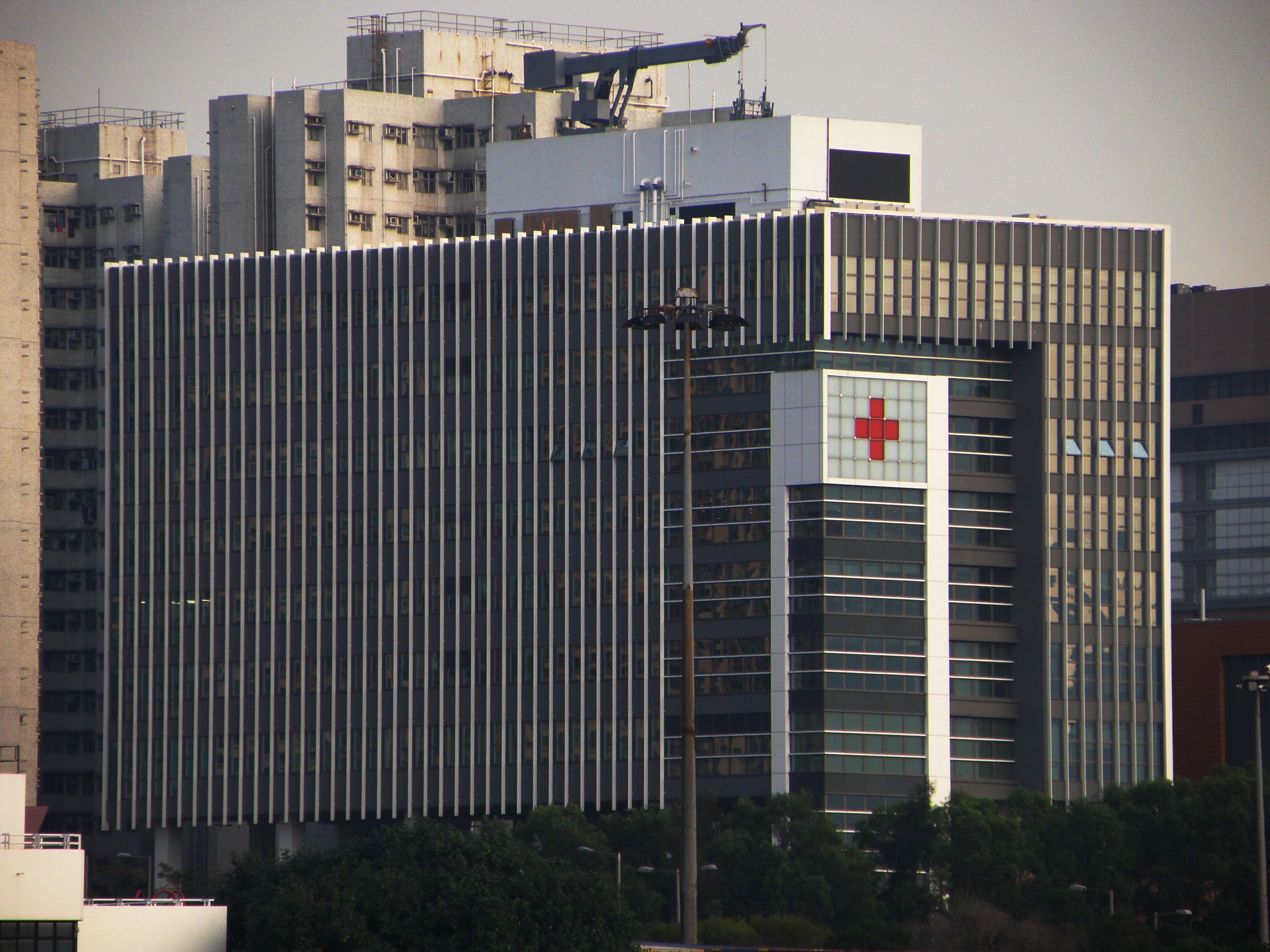
Run Run Shaw House, edificio sede de la Cruz Roja de Hong Kong en West Kowloon

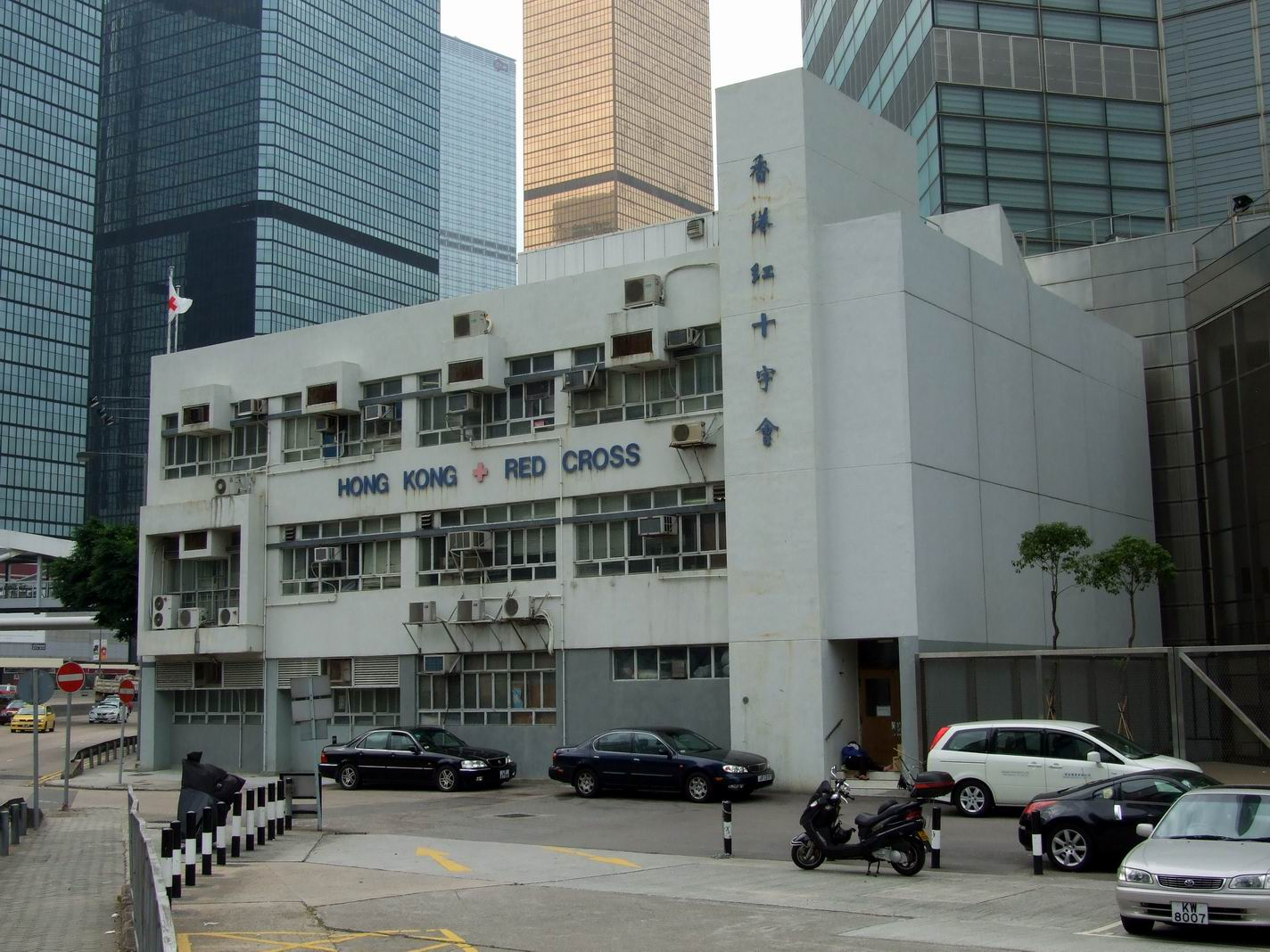
Edificio de Old Lady Berwick sede de la Cruz Roja de Hong Kong en Admiralty, Isla de Hong Kong, con una larga historia

### Trabajo a medio plazo
En 1957, la Cruz Roja de Hong Kong se mudó a una nueva casa club con un área de aproximadamente 1,000 pies cuadrados en el edificio de la oficina central de HSBC Hong Kong, la corporación Bancaria de Hong Kong y Shanghai en Queen's Road, distrito Central (Hong Kong). La Cruz Roja entrará en una nueva fase, en 1959 se estableció la clínica oftalmológica móvil.
En 1962, debido a la escasez de agua, se implementó el sistema de suministro de agua cada cuatro días. En julio del mismo año, se descubrió una epidemia de cólera en Hong Kong. El gobierno reabrió el campamento de cuarentena en Chatham Road, Tsim Sha Tsui, que ahora ha sido reconstruido como el Museo de Ciencia e Historia de Hong Kong. La Cruz Roja es responsable de proporcionar ropa y bienestar a las personas en cuarentena en el campamento. En septiembre del mismo año, el tifón Wendai azotó Hong Kong y el número de personas afectadas llegó a 46 000. El trabajo de socorro comenzó el día después del tifón y atendió a más de 15 000 personas sin hogar en una semana. Durante este período, hubo escasez de materiales y la asociación Británica necesitaba transportar por aire 5000 mantas a Hong Kong y asignar fondos para comprar materiales. En el mismo año, se estableció el "centro y escuela principal para niños del condado de Arishan" en Kwun Tong, que brinda enseñanza, atención y residencia a niños discapacitados, principalmente niños que padecen poliomielitis. En 1965, el servicio de escuela hospitalaria se había ampliado a siete hospitales.
La sede de la Cruz Roja de Hong Kong en Harcourt Road, abrió sus puertas en octubre de 1965. En 1966, se estableció la "Escuela de la Sociedad de la Cruz Roja de Tsz Wan Shan" en el ala 47 de la Aldea Tsz Wan Shan. Es una escuela primaria que atiende el día completo subsidiada por el gobierno y también establecida para niños discapacitados. El Centro Kennedy en Dakouhuan, inaugurado en 1967, organiza cursos integrales de educación y capacitación para niños y jóvenes discapacitados, y también brinda alojamiento. En 1968, se abrió un dormitorio para jóvenes discapacitados en el bloque 21 de la nueva área de Tsz Wan Shan. En el mismo año, se inauguró el campamento de vacaciones Shek Pik en la isla Lantau.
En 1969, la Cruz Roja de Hong Kong se convirtió en miembro de The Community Chest of Hong Kong. La escuela Margaret Trench de la Cruz Roja en Dakouhuan se puso en servicio en 1973, y el vehículo móvil de donación de sangre se puso en servicio en el mismo año.

### Refugiados tras la guerra de Vietnam
La guerra de Vietnam terminó en 1975 y el régimen cambió de manos, lo que provocó un éxodo masivo. En mayo, el portacontenedores danés "Clara Maersk" llevó al primer grupo de 3.743 balseros vietnamitas a Hong Kong. La Cruz Roja de Hong Kong organizó un equipo de 50 personas para atender temporalmente a los boat people en los cuarteles. Cuando Estados Unidos, Reino Unido y otros países occidentales firmaron una convención internacional en Ginebra en 1979, con el consentimiento de los representantes del gobierno británico, Hong Kong se convirtió en el "Puerto del Primer Asilo", que acogió incondicionalmente a los navegantes vietnamitas. El número de refugiados vietnamitas en botes que se quedan en Hong Kong y no son acogidos por países extranjeros aumentó. En mayo, el Alto Comisionado de las Naciones Unidas para los Refugiados pidió a la Cruz Roja de Hong Kong que se hiciera cargo del "Campamento de refugiados North Kai Tak", que fue asumido oficialmente el 1 de agosto y luego se transformó de un centro de detención cerrado a un centro de recepción abierto, los vietnamitas llegados en el Boat People se les permitió entonces salir a trabajar. Al mismo tiempo, la Clínica North Kai Tak se amplió para convertirse en un centro médico, que brinda servicios ambulatorios y tratamiento hospitalario para los balseros vietnamitas gravemente enfermos. No fue hasta el 1 de marzo de 1987 que se abrió el "Campamento de refugiados North Kai Tak", y la responsabilidad de la gestión se transfirió a Christian Action, y algunas de las instalaciones originales se entregaron a Cáritas para que lo gestionaran.

## Directivos
- Patrocinador adjunto: Sra. Dong Zhaohongping (en chino, 董趙洪娉)
- Presidente: Sr. He Ji (en chino, 何驥)
- Presidente: Sr. Choi Wing Chung (en chino, 蔡永忠)
- Vicepresidentes: Dr. Lau Chu-chiu, (en chino, 劉楚釗) Sra. Zeng Yunwen (en chino, 曾韻雯)
- Tesorero Honorario y Presidente del Comité de Finanzas: Sr. Zou Junhe (en chino, 鄒均賀)
- Presidente del Comité de Auditoría: Sr. Yuan Kuntao (en chino, 袁鯤濤)
- Comité de Gobernanza Comité de Nominación y Desarrollo Presidente: Sr. Chan Chi-ching (en chino, 陳子政)
- Presidente del Comité de Desarrollo de Membresía y Voluntariado: Sr. Siu King Wai (en chino, 蕭景威)
- Presidente, Comité de Gobierno del Hospital, Servicio de Transfusión de Sangre de la Cruz Roja de Hong Kong: Sr. Ho Pui (en chino, 何沛謙)
- Presidente del Comité de Gobierno de Servicios de Rehabilitación y Educación Especial: Sr. Chow Bing Kee (en chino, 鄒秉基)
- Presidente del Comité de Estrategia de Respuesta a Emergencias: Dr. Siu Yuechung (en chino, 蕭粵中)
- Presidente del Comité de Estrategia de Preparación y Prevención de Desastres de la Comunidad: Sr. Ma Zehua (en chino, 馬澤華)
- Presidente del Comité de Estrategia de Promoción y Educación Humanitaria: Sr. Yuen Hon-wing PMSM (en chino, 袁漢榮)

### Expresidentes
- Dr. Isaac Newton (1949-1951)
- Dr. Yang Guozhang (en chino, 楊國璋) (1951-1952)
- Sr. K. Keen (1953-1954, interino, enero-marzo de 1954)
- Dr. Yang Guozhang (en chino, 楊國璋) (1954-1957)
- Lady Trench (en chino, 戴麟趾爵士) (junio-octubre de 1957)
- Sr. Huang Xuanping (en chino, 黃宣平) (1957-1968)
- Sir Run Run Shaw (en chino, 邵逸夫爵士) (1969-1973)
- Sr. Zheng Dongcai (en chino, 鄭棟材) (1973-1998)
- Sir Edward Yeung (en chino, 楊鐵樑爵士) (1998-2012)
- Sr. Luo Rongsheng (en chino, 羅榮生) (2012-2017)
- Sra. Hu Guoxiuping (en chino, 胡  郭秀萍) (2017-2020)
- Sr. Cai Yong Zhong (en chino, 蔡永忠) ( 2020- )

## Servicio de transfusión de sangre
La Cruz Roja de Hong Kong ha estado promoviendo actividades de donación voluntaria de sangre (donación de sangre sin remuneración) desde 1952, y siempre se ha adherido al principio de la donación voluntaria de sangre. Ese año se estableció el departamento de servicio de donación de sangre y se instaló el primer centro de recolección de sangre en la Oficina General de Correos. Se recogieron más de 400 unidades de sangre a lo largo del año. De 1954 a 1966, la mayoría de los donantes de sangre voluntarios eran soldados británicos estacionados en Hong Kong y otros soldados extranjeros en tránsito, que representaban del 64,0 % al 81,3 % del total de donantes de sangre, seguidos por los extranjeros que vivían en Hong Kong. En ese momento, los chinos locales no estaban interesados en la donación voluntaria de sangre, pero la situación comenzó a cambiar a mediados de la década de 1960, y la proporción de donaciones voluntarias de sangre de los chinos locales aumentó gradualmente. A principios de la década de 1970, la proporción de residentes locales (chinos y extranjeros) que donaban sangre comenzó a superar el 50 %. La Cruz Roja de Hong Kong cambió su estrategia y cooperó activamente con departamentos gubernamentales, asociaciones y escuelas para recolectar sangre en instituciones académicas y estudiantes, y promover el espíritu humanitario de la donación voluntaria de sangre. Además, la actitud de los residentes locales hacia la donación de sangre también ha cambiado, de resistencia a aceptación, que también es una de las razones del aumento de donantes. En 1974-75, la edad de donación de sangre se redujo a 16 años por primera vez, y la proporción de jóvenes locales que donaron sangre llegó al 32,1%. En 1974, el gobierno británico de Hong Kong comenzó a subvencionar a la Cruz Roja de Hong Kong para desarrollar servicios de transfusión de sangre de forma integral. La Cruz Roja de Hong Kong también ha investigado más a fondo los procedimientos de extracción de sangre, análisis, almacenamiento y distribución de sangre. En 1981, el 90 % de todos los donantes de sangre eran residentes chinos locales, lo que marcó oficialmente la transición de los servicios de suministro de sangre en Hong Kong de asistidos a autónomos. En 1984, se estableció formalmente el Centro de Servicios de Transfusión de Sangre de la Cruz Roja de Hong Kong, y su edificio en Kings Park Road, Yau Ma Tei, Kowloon también comenzó a funcionar.

### La Autoridad Hospitalaria en los servicios de transfusión de sangre
En consonancia con la reforma de la gestión de los servicios médicos públicos locales, en 1991, la Cruz Roja de Hong Kong firmó un acuerdo con la Autoridad Hospitalaria (HA) para transferir la gestión y el control de la recogida y el procesamiento de sangre y componentes sanguíneos, junto con las propiedades, instalaciones y y operaciones, a la Autoridad Hospitalaria asignada como responsable del servicio. El gasto en servicios de transfusión de sangre presentado por la Cruz Roja de Hong Kong está subvencionado periódicamente por la Autoridad Hospitalaria. Según el informe anual de la Cruz Roja de Hong Kong, de 2014 a 2019, los servicios de transfusión de sangre representaron aproximadamente del 45,1 % al 58,4 % del gasto anual de la Cruz Roja de Hong Kong, sin incluir los costos por el trabajo de desarrollo y socorro en casos de desastre en el extranjero. El centro está actualmente afiliado a Kowloon China Network. De acuerdo con la sección 13(2)(b) de la Ordenanza de la Autoridad Hospitalaria, el Servicio de Transfusión de Sangre de la Cruz Roja de Hong Kong debe establecer su propio comité de gobierno del Hospital, que es el actual Comité de gestión del servicio de transfusión de sangre de la Cruz Roja de Hong Kong, un comité de gobernanza para supervisar la gestión del servicio. El comité está dentro del marco de la HA y sus miembros son designados por la HA y la Cruz Roja de Hong Kong. El presidente debe ser designado por la HA. El director ejecutivo del hospital es un miembro nato del comité. El Centro de Servicios de Transfusión de Sangre de la Cruz Roja de Hong Kong está subvencionado por el gobierno y es administrado y gestionado por la Autoridad Hospitalaria. El personal del centro está directamente contratado por la Autoridad Hospitalaria. Según el informe anual 2018-2019 de la Autoridad Hospitalaria, el centro de servicios de transfusión sanguínea cuenta con un total de 480 funcionarios de tiempo completo. Además de la gestión administrativa, la gestión financiera de los centros de servicios de transfusión de sangre también es responsabilidad de la Autoridad Hospitalaria. La Cruz Roja de Hong Kong no participa en el funcionamiento diario ni en la gestión del personal del Centro de Servicios de Transfusión de Sangre de la Cruz Roja de Hong Kong, pero ayuda a reclutar donantes de sangre voluntarios a través de voluntarios y redes comunitarias.

### Retos
Los inventarios de sangre se ven afectados por factores cíclicos y estructurales. Cada invierno, debido al aumento de pacientes con gripe, aumenta la demanda de sangre en los hospitales, y la gripe también reduce la cantidad de sangre cualificada, por lo que los bancos de sangre generalmente son escasos en invierno. Además, a medida que la población de Hong Kong envejece gradualmente, además de los pacientes con anemia general, las cirugías y las mujeres embarazadas que dan a luz, más pacientes con enfermedades crónicas requieren servicios de transfusión de sangre. Bajo la reforma del sistema educativo en Hong Kong, ya no hay "estudiantes de secundaria 7" en las escuelas secundarias, y la cantidad de estudiantes que son elegibles para donar sangre se ha reducido significativamente, lo que ha provocado que la cantidad de donaciones de sangre caiga por debajo del objetivo de 1.100 personas al día. Además, bajo la influencia del ambiente social en los últimos años, ha habido llamadas a boicotear las donaciones de sangre de vez en cuando. Estos factores presentan desafíos para el Servicio de Transfusión de Sangre de la Cruz Roja de Hong Kong. Desde 2014-15 hasta 2018-19, tanto el número de donaciones de sangre como el número de donaciones de sangre mostraron una tendencia a la baja (ver Tabla 1). De vez en cuando, el centro pide a los ciudadanos de Hong Kong que donen sangre debido a la escasez de sangre. En 2017, el centro emitió nueve veces un llamamiento de emergencia por grave escasez de almacenamiento de sangre, y además de utilizar palabras como “grave”, insistió en que el almacén estaba reducido al nivel de alerta y con escasez extrema.
| Año     | Número de donantes de sangre (personas) | Banco de sangre | Porcentajes de hombres | Porcentajes de mujeres |
| ------- | --------------------------------------- | --------------- | ---------------------- | ---------------------- |
| 2014/15 | 167,794                                 | 255,609         | 52%                    | 48%                    |
| 2015/16 | 169,438                                 | 259,489         | 51%                    | 49%                    |
| 2016/17 | 169,932                                 | 254,367         | 48%                    | 52%                    |
| 2017/18 | 165,087                                 | 248,218         | 52.6%                  | 47.4%                  |
| 2018/19 | 142,603                                 | 219,948         | 54.2%                  | 45.8%                  |
| 2019/20 | 145,262                                 | 221,919         | 52.3%                  | 47.7%                  |

## Servicio de emergencia
La Cruz Roja de Hong Kong brinda ayuda basada en los principios de humanidad, imparcialidad y neutralidad, “sin discriminar nacionalidad, raza, creencia religiosa, clase y opinión política, solo se esfuerza por aliviar el sufrimiento de las personas según las necesidades, y da prioridad al socorro, para las personas que lo necesitan” y “no toma posición entre las partes en conflicto y en ningún momento implica la participación en disputas políticas, raciales, religiosas o ideológicas”. El servicio de primeros auxilios es uno de los principales servicios de voluntariado de la Cruz Roja de Hong Kong. Los primeros auxilios voluntarios de la Cruz Roja de Hong Kong brindan servicios de primeros auxilios a grupos, empresas, escuelas y muchos eventos a gran escala como eventos deportivos, eventos sociales con asistencia de gran número de personas y desfiles populares. Durante el "Incidente de Ocupación Central" en 2014, el cuartel general del almirantazgo de la Cruz Roja de Hong Kong brindó servicios de primeros auxilios durante 76 días consecutivos, y los primeros auxilios voluntarios estuvieron en servicio día y noche, lo que fue el registro de servicio de emergencia individual más largo de la historia hasta ese momento de la Cruz Roja de Hong Kong. Desde junio de 2017, los servicios de emergencia formularon un conjunto de procedimientos operativos estándar para los servicios de emergencia y establecieron una base de datos de socorristas, para que puedan movilizarse sistemáticamente cuando sea necesario y responder de manera más efectiva a las necesidades sociales.

## Departamentos subordinados y otros servicios

### Unidades y uniformidad
La Cruz Roja de Hong Kong ha estado promoviendo el trabajo del equipo con uniformes específicos de la Cruz Roja desde 1956, inicialmente dirigido a jóvenes estudiantes. Después de muchos años de experiencia, los equipos de uniforme para jóvenes se han aumentado a tres tipos, incluido un equipo juvenil para estudiantes de primaria, un equipo juvenil para estudiantes de secundaria y un equipo de adultos para personas mayores de 17 años. Hay también un equipo sénior para el grupo de personas mayores.
La Unidad Junior (JU) de la Cruz Roja de Hong Kong generalmente está adjunta a las escuelas primarias y los centros juveniles, y algunas oficinas centrales de distrito también organizan grupos abiertos para estudiantes que aún no han establecido una unidad júnior de la Cruz Roja en sus escuelas. La edad de los miembros es de 8 a 12 años.
La Unidad de Jóvenes de la Cruz Roja de Hong Kong (YU; 1996 que antes era conocida como unidad de cadetes, CU) generalmente está adscrita a las escuelas secundarias y centros juveniles, y la sede del distrito también organiza grupos abiertos para que participen estudiantes que no tienen grupos de jóvenes en las escuelas. Las ligas juveniles están organizadas por las cinco sedes regionales de la Cruz Roja de Hong Kong. La edad de los miembros va desde los 12 años (o estudiantes de secundaria mayores de 11 años) hasta los 17 años.
La unidad de adultos (AU) de la Cruz Roja de Hong Kong está adscrita a la sede regional de las 5 sociedades de la Cruz Roja en Hong Kong. La edad de los miembros comienza a partir de los 17 años.
La unidad de ancianos (UE) de la Cruz Roja de Hong Kong generalmente tiene un centro de ancianos adjunto, que está coordinado por la oficina central de la Cruz Roja. Pueden solicitar su afiliación las personas mayores de 50 años que se identifiquen con el espíritu de la Cruz Roja.
Según las distintas regiones, está administrado por cinco sedes, cada sede se subdivide en diferentes distritos, y el personal de tiempo completo y voluntario se encarga de coordinar las actividades de cada equipo, mientras que el cuerpo superior está bajo la responsabilidad de la sede de Cruz Roja. Las actividades anuales que se llevan a cabo regularmente cada año incluyen ejercicio general, competencia de primeros auxilios, competencia de enfermería, competencia del plan temático para el mejor servicio, Día Mundial de la Cruz Roja, promoción de la salud comunitaria, actividades de cooperación internacional, etc. La siguiente es una lista de cada sede y sus divisiones:
- Sede de la isla de Hong Kong (HKID)
  - Distrito Este 1, Distrito Este 2, Distrito Wanchai, Distrito Central y Oeste, Distrito Sur
- Sede de West Kowloon (WKD)
  - Norte de la ciudad de Kowloon, Sur de la ciudad de Kowloon, Este de Sham Shui Po, Oeste de Sham Shui Po, Sur de Yau Tsim Mong, Norte de Yau Tsim Mong
- Sede del este de Kowloon (EKD)
  - Distrito Kwun Tong Este, Distrito Kwun Tong Oeste, Distrito Wong Tai Sin, Distrito Tsz Wan Shan, Distrito Tseung Kwan O, Distrito Tiu Keng Ling
- Sede Oeste de Nuevos Territorios (WNTD)
  - Distrito 1 de Kwai Tsing, Distrito 2 de Kwai Tsing, Distrito de Tsuen Tung, Distrito 1 de Tuen Mun, Distrito 2 de Tuen Mun, Distrito de Yuen Long
- Sede Este de los Nuevos Territorios (ENTD)
  - Shatin Sur, Shatin Norte, Tai Po, Norte

Equipo de voluntarios adultos: el equipo de voluntarios adultos es otro equipo de servicio voluntario de la Cruz Roja de Hong Kong, pero no tiene uniforme. Establecen una organización diferenciada para que los adultos participen en el trabajo voluntario y humanitario.

### Departamento de Servicios de Salud
- Educación comunitaria en salud
- Formación en primeros auxilios

La Cruz Roja de Hong Kong ofrece cursos certificados de primeros auxilios reconocidos por el gobierno de la Región Administrativa Especial de Hong Kong; otros tipos y formas diferentes de cursos de primeros auxilios, como cursos certificados de Reanimación cardiopulmonar, cursos básicos de primeros auxilios, etc., y también se ofrecen cursos de formación de instructores de primeros auxilios. Cada año se llevan a cabo más de 1.000 cursos de primeros auxilios, con cerca de 30.000 estudiantes matriculados y cerca de 11.000 socorristas en emergencias capacitados.
- Aplicación móvil "Primeros Auxilios de la Cruz Roja" (Ya está cancelada)

En agosto de 2014, la Cruz Roja de Hong Kong lanzó la aplicación móvil "Primeros auxilios de la Cruz Roja", que es la primera aplicación móvil internacional de primeros auxilios de la Cruz Roja en chino tradicional. Este programa gratuito se podía descargar desde App Store y Google Play y cubría 21 situaciones de emergencia diarias, así como prevención y respuesta a 17 desastres y emergencias comunes. El contenido no solo cumplía con los estándares de primeros auxilios de la Cruz Roja Internacional, sino que también estaba adaptado a la situación real de Hong Kong, corregía los errores comunes de primeros auxilios de la gente de Hong Kong e instruía en la emergencia paso a paso. Además, todo el contenido estaba precargado y se podía leer sin conexión en cualquier momento. Estaba integrado con la línea directa de emergencia 999 y se podía llamar al 999 para obtener ayuda en cualquier momento con el programa.
- Entrenamiento en salud

La Cruz Roja de Hong Kong se compromete a formar personas con aspiraciones para ayudar como voluntarias a enfermos y discapacitados. Otro de sus objetivos es mejorar la calidad de la atención de enfermería en Hong Kong a través de una variedad de cursos de enfermería. El público objetivo del curso es principalmente personal de enfermería, aquellos que pretenden incorporarse al trabajo de cuidado de ancianos, familiares y amigos de pacientes o cuidadores y miembros de la comunidad en general.

### Servicios internacionales y de socorro en casos de desastre
La Cruz Roja de Hong Kong ofrece los siguientes servicios:
- Ayuda de emergencia
- Reconstrucción
- Preparación para desastres y desarrollo

### Escuelas especiales y dormitorios.
Desde el espíritu humanitario, la Cruz Roja de Hong Kong se ocupa de estudiantes físicamente discapacitados, enfermos y discapacitados, brinda educación integral y cultiva el valor del respeto por la vida, para que puedan superar las dificultades, desarrollar su potencial y construir dignidad y confianza en sí mismos, integrarse en la comunidad, vivir una vida como personas independientes y hacer contribuciones a la sociedad.

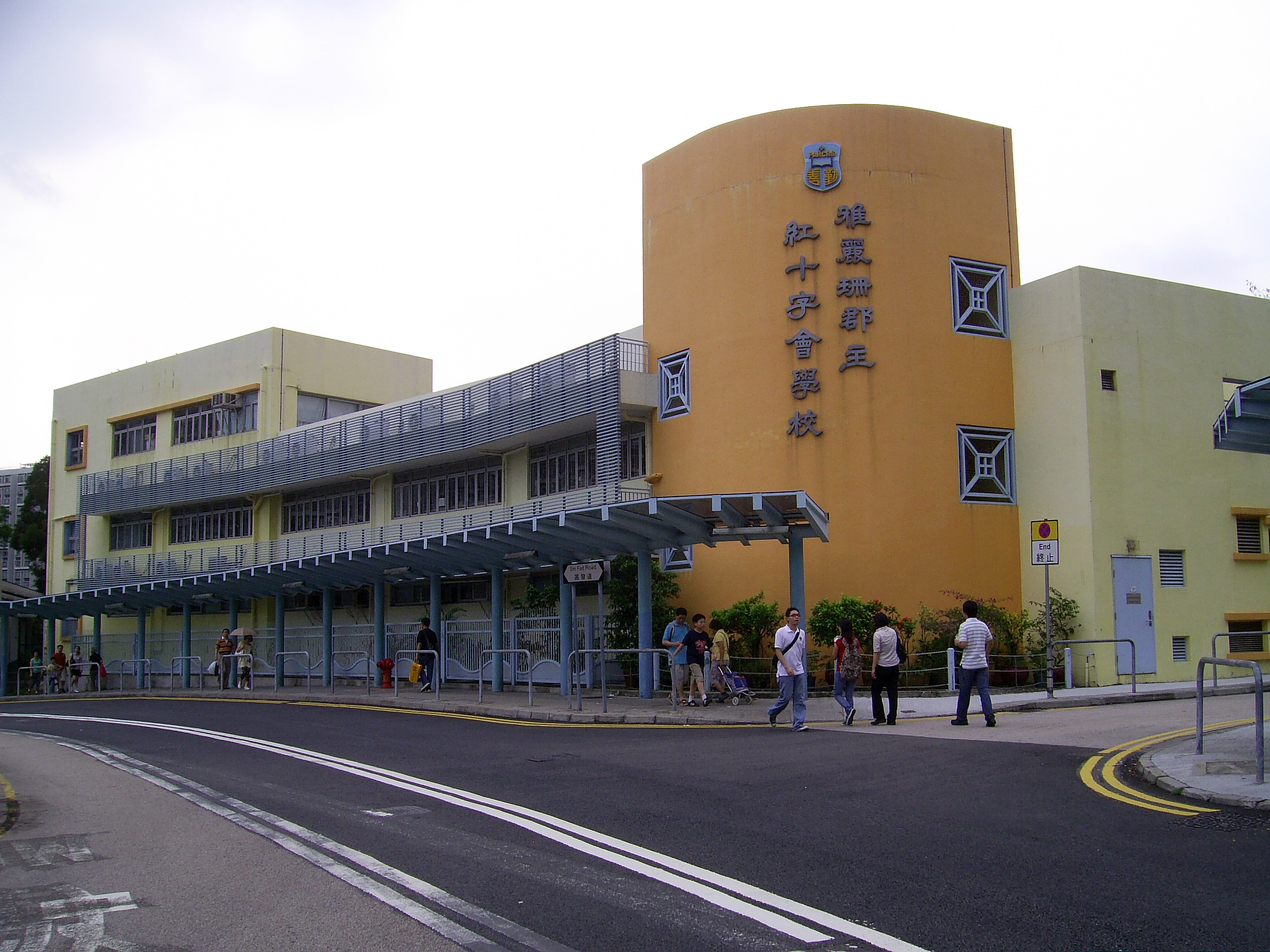
Escuela principal en el distrito de Alexandra de la Cruz Roja de Hong Kong

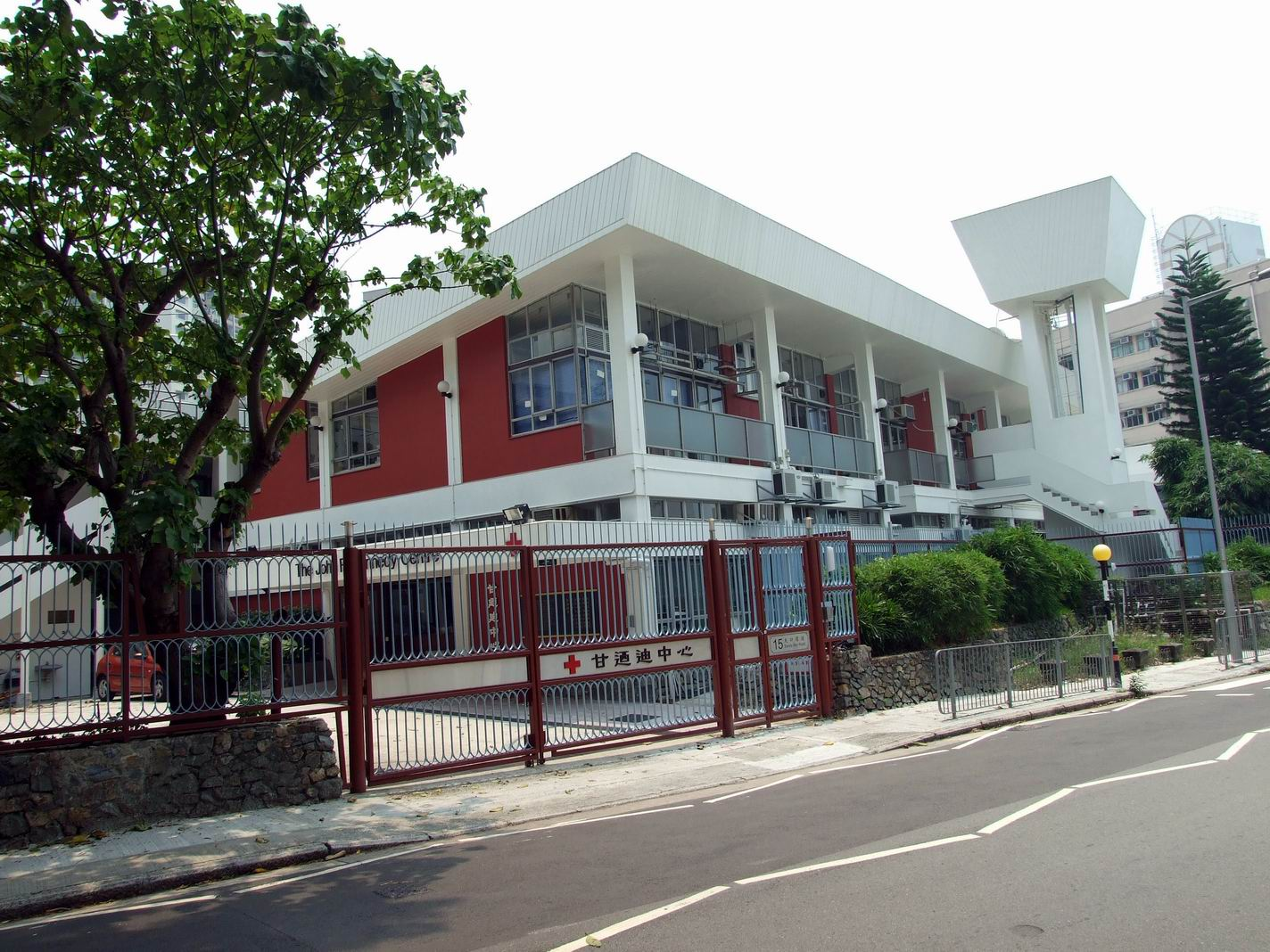
Centro Kennedy de la Cruz Roja de Hong Kong

La Cruz Roja de Hong Kong tomó la iniciativa en el establecimiento de la primera escuela hospitalaria de Hong Kong en el Hospital Lai Chi Kok en 1954, sentando un precedente para que la Cruz Roja Internacional administre una escuela hospital.
Escuela hospitalaria
La escuela del Hospital de la Cruz Roja de Hong Kong tiene un total de 25 unidades de servicio, que están adscritas a 20 hospitales en Hong Kong. La mayoría de ellos son de las salas de pediatría de varios hospitales. También hay clases de psiquiatría, para que los niños con enfermedades psiquiátricas que no puede ser admitidos en la escuela tengan la oportunidad de recibir educación.
- La isla de Hong Kong
  - East End Lady Youde Nethersole Hospital Escuela de la Cruz Roja
  - Escuela de la Cruz Roja del Hospital Infantil Duquesa de Grundig
  - Escuela de la Cruz Roja del Hospital Queen Mary
  - Escuela de la Cruz Roja del Hospital Queen Mary (Psiquiatría)
  - Escuela de la Cruz Roja del Hospital Tsan Yuk (Psiquiatría)
- Kowloon
  - Escuela de la Cruz Roja del Hospital de Kowloon
  - Escuela de la Cruz Roja del Hospital Queen Elizabeth
  - Cáritas Hospital Escuela Cruz Roja
  - Centro de Psiquiatría Infantil Yau Ma Tei Escuela de la Cruz Roja (Psiquiatría)
  - Escuela de la Cruz Roja del Hospital Cristiano Unido
  - United Christian Hospital Red Cross School (Psiquiatría)
  - Escuela de la Cruz Roja del Hospital Princess Margaret
  - Escuela de la Cruz Roja del Hospital Kwong Wah
  - Escuela de la Cruz Roja del Hospital Infantil de Hong Kong
- Nuevos territorios
  - Escuela de la Cruz Roja del Hospital Yan Chai
  - Escuela de la Cruz Roja del Hospital Tuen Mun
  - Escuela de la Cruz Roja del Hospital Tuen Mun (Psiquiatría)
  - Escuela de la Cruz Roja del Hospital del Distrito Norte
  - Escuela de la Cruz Roja del Hospital Príncipe de Gales
  - Escuela de la Cruz Roja del Hospital Tseung Kwan O
  - Escuela de la Cruz Roja del Hospital Nethersole Alice Ho Miu Ling
  - Alice Ho Miu Ling Nethersole Hospital Escuela de la Cruz Roja (Psiquiatría)
  - Escuela de la Cruz Roja del Hospital Kwai Chung (Psiquiatría)
  - Castle Peak Hospital Escuela de la Cruz Roja (Psiquiatría)
- Enseñanza en el hogar, brindando servicios de enseñanza para niños enfermos que se recuperan en el hogar

###### Escuela especial
Desde la década de 1960, la Cruz Roja de Hong Kong ha abierto 4 escuelas especiales para estudiantes con discapacidades físicas. La escuela de la Cruz Roja Tsz Wan Shan fue reconstruida en 1989 con motivo de la reconstrucción del Distrito Tsz Wan Shan.
- Centro Kennedy de la Cruz Roja de Hong Kong (15-17 Tai Hau Wan Road, Hong Kong), establecido en 1967.
- La escuela Princess Margaret Trench de la Cruz Roja de Hong Kong (10 Ping Ting Road East, Ngau Chi Wan, Wong Tai Sin, Kowloon) se estableció en Tai Kou Wan en 1973 y se mudó a Ngau Chi Wan en 2004.
- La escuela principal del condado de Alexandra de la Cruz Roja de Hong Kong (8-9 Rehabilitation Drive, Kwun Tong, Kowloon), inaugurada en 1962, es la primera escuela para niños con discapacidad física en Hong Kong.

### Servicios de rehabilitación
El albergue Shunli de la Cruz Roja de Hong Kong está ubicado en la Aldea Shunli, Kwun Tong. Fue establecido en 1981 y su predecesor fue el albergue juvenil para discapacitados inaugurado en Tsz Wan Shan en 1968.
Shunli atiende a personas con discapacidad intelectual moderada de 15 años o más, y ofrece 16 dormitorios para mujeres y 22 para hombres. Las tarifas de servicio se cobran de acuerdo con los criterios establecidos por el Departamento de Bienestar Social. Los solicitantes de alojamiento deben tener la revisión de un trabajador social para su registro en el Departamento de Bienestar Social.
Shunli brinda servicios de alojamiento y comidas, entrenamiento y formación en habilidades para la vida y capacitación laboral, asesoramiento individual y grupal, servicios de voluntariado, actividades recreativas y sociales, y trabajo para padres.

### Educación humanitaria
La Cruz Roja de Hong Kong ha organizado una serie de actividades para defender el espíritu del humanitarismo universal, como elecciones de noticias humanitarias más preocupantes, realizadas por estudiantes de secundaria, guerra en el mundo, actividades de experiencia de guerra simulada, día de las manos rojas, y actividades centradas en los niños soldados. También cooperó con Radio Television Hong Kong, coorganizó el Premio del Año Humanitario de Hong Kong para reconocer a las personas de la sociedad que han demostrado el espíritu del humanitarismo y alentó a más personas a dedicarse a trabajo humanitario a través de la experiencia de los ganadores; coorganizó con el Comité Internacional de la Cruz Roja el tribunal simulado de Derecho internacional humanitario que permite a los estudiantes de derecho participar, mejorar la atención de los estudiantes a los asuntos humanitarios internacionales, mejorar su comprensión del derecho internacional humanitario y explorar la aplicación práctica del derecho humanitario desde múltiples perspectivas.

### Servicios de atención comunitaria
El Servicio de atención comunitaria de la Cruz Roja de Hong Kong se estableció en 2013 para brindar servicios de atención a residentes, servicios de atención a residentes en el hogar, servicios de alquiler de equipos de asistencia para la movilidad y varios programas de apoyo comunitario.
Servicio de gestión autónoma de enfermedades crónicas en personas mayores, Autogestión Saludable.
En 2014, la Cruz Roja de Hong Kong lanzó el servicio de enfermedades crónicas de ancianos, llamado Autogestión Saludable. Ofrece un servicio domiciliario de un año para personas mayores que padecen diabetes e hipertensión arterial y no pueden acudir a hospitales o centros de enfermería debido a sus condiciones de salud. Con el fin de mejorar su capacidad para manejar enfermedades crónicas, mejorar su actitud positiva hacia la enfermedad crónica y ayudarlos a construir redes de apoyo comunitario.

###### Servicios de Apoyo Psicológico
La Cruz Roja de Hong Kong brinda servicios de apoyo psicológico inmediato a las personas de Hong Kong afectadas por desastres e incidentes críticos locales o en el extranjero, reduciendo las emociones y el estrés iniciales causados por el incidente y mejorando su adaptabilidad y capacidad para afrontar el incidente. Dependiendo de la naturaleza del desastre o incidente crítico y las circunstancias de los afectados, los servicios de apoyo psicológico pueden brindarse de las siguientes maneras:
- Primeros auxilios psicológicos individuales o grupales
- Psicoeducación
- Línea directa de apoyo psicológico
- Otros (por ejemplo, apoyo de divulgación)

El 29 de septiembre de 2014, el equipo de incidentes críticos de la sección de psicología clínica de la Cruz Roja de Hong Kong y la sociedad psicológica de Hong Kong activaron la línea directa del servicio de apoyo psicológico en respuesta a las protestas por la reforma política y la ocupación de Hong Kong, el número de atención es el 2507 -7050. Los ciudadanos pueden pedir ayuda si se sienten emocionalmente incómodos o psicológicamente incómodos debido a un incidente. Los voluntarios del servicio de apoyo psicológico de la Cruz Roja de Hong Kong y los psicólogos clínicos profesionales de la sociedad psicológica de Hong Kong responderán a la llamada para brindar servicios de apoyo emocional a las personas que llamen. Todos los voluntarios han recibido formación en primeros auxilios psicológicos.

###### Servicio de rastreo
Desde 1951, la Cruz Roja de Hong Kong ha estado buscando a familiares que han perdido el contacto debido a desastres naturales o desastres de guerra para aquellos en necesidad, a través de la red de búsqueda del Movimiento Internacional de la Cruz Roja y de la Media Luna Roja, medios de comunicación, departamentos gubernamentales, público y organizaciones privadas Trabajan para ayudar a reunir a familias separadas.

## Plan de recaudación de fondos

###### Amigos de la Cruz Roja[46][47]
Amigos de la Cruz Roja se estableció en julio de 2009. Es un programa de donación mensual de la Cruz Roja de Hong Kong para apoyar el trabajo de ayuda humanitaria que realiza. Cada año se lleva a cabo una serie de servicios o actividades de primera línea para brindar a los donantes, familiares y amigos la oportunidad de conocer el propósito y los servicios humanitarios de la Cruz Roja a través de la participación personal. Hasta el momento, ha habido más de 40.000 donantes.

###### Programa de recompensasPequeña estrella roja.[48][49]
La Cruz Roja de Hong Kong lanzó el programa de premios Pequeña estrella roja en agosto de 2013, dirigido a niños de 0 a 14 años, para alentar a los niños a cultivar buenos hábitos para ayudar a los demás y hacer buenas obras desde una edad temprana. Los padres que donen un mínimo de 180 dólares de Hong Kong pueden conseguir que un nuevo niño se convierta en miembro de la Pequeña estrella roja, y pueden participar en diversas actividades para padres e hijos y servicios de voluntariado durante el año. Los fondos recaudados por el proyecto se utilizarán para apoyar los diversos trabajos de ayuda humanitaria de la Cruz Roja de Hong Kong, incluidos los servicios locales de búsqueda y ayuda en casos de desastre, gestión de jóvenes y voluntarios, educación especial, atención médica, rehabilitación (salud) y servicios de transfusión de sangre.

###### Plataforma de recaudación de fondos en líneaCuadrado rojo.[50][51]
Cuadrado rojo es la plataforma en línea de la Cruz Roja de Hong Kong en la que cada persona puede configurar su propia página de recaudación de fondos de acuerdo con los servicios humanitarios que desee aportar, así como invitar a amigos y familiares a donar en la página. Los elementos actuales del servicio de recaudación de fondos incluyen musicoterapia y capacitación para niños en edad escolar con discapacidad física, equipo de respuesta a emergencias médicas, servicio de manejo de enfermedades crónicas para personas mayores con autogestión saludable, crisis relacionadas con el clima y donaciones generales.

## Ver
- Portal:香港. Contenido relacionado con 香港.

- Cruz Roja de Macao

- Movimiento Internacional de la Cruz Roja y de la Media Luna Roja

- Sociedad de la Cruz Roja de China

- Premio del Año Humanitario de Hong Kong

- Datos: Q840469
- Multimedia: Hong Kong Red Cross / Q840469